# 高雄市政府消防局
22°35′35″N 120°18′26″E / 22.593104°N 120.307270°E
高雄市政府消防局（簡稱高雄市消防局、高市消防局），為高雄市最高消防行政機關，隸屬於高雄市政府，負責高雄市內消防救災之事宜及市內所有消防行政、人事、教育及訓練等事務，下轄6個大隊。高雄市政府消防局並依《內政部消防署組織法》第1條規定，受內政部消防署指揮及監督。

## 歷史沿革
- 1994年，行政院研議警察、消防分立政策，決定讓消防從警察機關獨立，籌設中央及地方消防組織改制等相關事宜。
- 1995年，高雄市議會第四屆第二次臨時大會第七次會議通過「高雄市政府消防局組織規程」。
- 1996年3月9日，高雄市政府警察局消防警察大隊升格改制為高雄市政府消防局，局本部位於高雄市新興區中正三路25號7、8樓（高雄市財稅行政大樓），內設四科、四室、一中心，外設二個大隊、六個中隊及十七個分隊。
- 1996年10月6日，高雄縣政府消防局成立，局本部位於高雄縣鳳山市鳳頂路360號（高雄市政府消防局第三救災救護大隊隊部現址），內設四課、四室、一中心，外設三個大隊及三十個分隊。
- 2010年12月25日，高雄縣市合併，縣市消防局合併為高雄市政府消防局。
- 2012年11月19日，高雄市政府消防局本部遷移至前鎮區凱旋四路119號現址，與中央災害應變中心南部備援中心合署辦公。
- 2025年1月10日，高雄市政府消防局正式成立特種搜救大隊。

## 組織架構

### 局內單位
- 秘書室
- 人事室
- 會計室
- 政風室
- 督察室
- 教育訓練中心
- 救災救護指揮中心
- 火災調查科
- 火災預防科
- 災害管理科
- 災害搶救科
- 緊急救護科
- 民力運用科
- 危險物品管理科

### 直屬特搜/大隊/中隊/分隊/小隊
有1個特種搜救大隊，2個特種搜救分隊，6個救災救護大隊，15個救災救護中隊，51個救災救護分隊，2個救災救護小隊。
- 第一救災救護大隊，隊部設於苓雅區
  - 第一中隊：
    - 苓雅分隊
    - 新興分隊
    - 前金分隊

  - 第二中隊：
    - 旗津分隊
    - 前鎮分隊
    - 瑞隆分隊
    - 成功分隊

- 第二救災救護大隊，隊部設於三民區
  - 第一中隊：
    - 鼎金分隊
    - 大昌分隊
    - 十全分隊

  - 第二中隊：
    - 左營分隊
    - 新莊分隊
    - 中華分隊
    - 鼓山分隊
    - 左營小隊

- 第三救災救護大隊，隊部設於鳳山區
  - 第一中隊：
    - 鳳祥分隊
    - 鳳山分隊
    - 五甲分隊

  - 第二中隊：
    - 大寮分隊
    - 中分隊
    - 林園分隊
    - 和發分隊

  - 第三中隊：
    - 小港分隊
    - 大林分隊
    - 高桂分隊

- 第四救災救護大隊，隊部設於仁武區
  - 第一中隊：
    - 燕巢分隊
    - 橋頭分隊
    - 梓官分隊

  - 第二中隊：
    - 仁武分隊
    - 大社分隊
    - 鳥松分隊
    - 大樹分隊

  - 第三中隊：
    - 楠梓分隊
    - 右昌分隊

- 第五救災救護大隊，隊部設於路竹區
  - 第一中隊：
    - 路竹分隊
    - 湖內分隊
    - 阿蓮分隊
    - 茄萣分隊

  - 第二中隊：
    - 岡山分隊
    - 彌陀分隊
    - 永安分隊
    - 田寮分隊
    - 崇德小隊

- 第六救災救護大隊，隊部設於美濃區
  - 第一中隊：
    - 美濃分隊
    - 旗山分隊
    - 內門分隊

  - 第二中隊：
    - 杉林分隊
    - 甲仙分隊
    - 那瑪夏分隊

  - 第三中隊：
    - 六龜分隊
    - 寶來分隊
    - 桃源分隊
    - 茂林分隊

- 特種搜救大隊，隊部設於楠梓區
  - 特搜第一分隊（駐仁武分隊）
  - 特搜第二分隊（駐小港分隊）

## 歷任局長

#### 高雄縣政府消防局局長
- 葉吉堂（1996年10月6日就職，原任內政部消防署災害調查組組長）
- 吳慶川（原任屏東縣消防局副局長）
- 陳弘明（原任高雄市政府消防局主任秘書）
- 顏高山（原任臺南市消防局副局長）
- 黃志榮（原任臺南縣消防局副局長）

#### 高雄市政府消防局局長(縣市合併前)
- 汪修烈（1996年3月9日就職，原任高雄市政府警察局副局長）
- 陳坤章（1999年2月2日就職，原任高雄市政府市場管理處處長）
- 蕭季慧（2002年12月25日就職，原任高雄市政府警察局副局長）
- 吳昇源（2005年8月2日就職，原任內政部消防署火災調查組組長）
- 陳虹龍（2007年2月15日就職，原任高雄市政府消防局南區救災救護大隊大隊長）

#### 高雄市政府消防局局長(縣市合併後)
| 任別 | 姓名   | 任職期間                       | 備註                                             |
| ---- | ------ | ------------------------------ | ------------------------------------------------ |
| 1    | 陳虹龍 | 2010年12月25日－2018年12月24日 | 縣市合併後首任局長，2018年12月隨市長陳菊卸任退休 |
| 代理 | 黃江祥 | 2018年12月25日－2019年6月16日  | 副局長代理                                       |
| 2    | 黃江祥 | 2019年6月17日－2020年6月12日   | 2020年6月隨市長韓國瑜罷免案成立解職              |
| 代理 | 蔡致模 | 2020年6月14日－2020年8月23日   | 副局長代理                                       |
| 3    | 李清秀 | 2020年8月24日－2021年10月27日  | 2021年10月因城中城大樓火災辭職                   |
| 代理 | 王志平 | 2021年10月28日－2022年7月6日   | 主任秘書代理                                     |
| 4    | 王志平 | 2022年7月7日－現任             | 主任秘書代理局長真除                             |

資料來源：高雄市政府消防局全球資訊網

## 外部連結
- 高雄市政府消防局全球資訊網 （页面存档备份，存于）（繁體中文）（英文）